# Col du Beaulouis
Le col du Beaulouis, ou col du Beau-Louis, est un col routier situé dans le Massif central, en limite des départements français de l'Allier et de la Loire, à une altitude de 823 mètres.

## Géographie
Le col se trouve sur l'ancienne route nationale 495 près du hameau éponyme dans la montagne Bourbonnaise sur la commune de Laprugne dans l'Allier (route départementale 995) et Saint-Priest-la-Prugne dans la Loire (route départementale 495) ; il est également traversé par une route locale.

## Histoire
Le col du Beaulouis a été emprunté par le chemin de fer de Vichy à Lavoine à écartement de voie métrique en service de 1912 à 1949. Sur le prolongement de la ligne dans la Loire, le viaduc des Peux, franchissant la Besbre à 500 m au sud du col sur la commune de Saint-Priest-la-Prugne, long de 112 m et haut de 25,3 m, a subsisté au démantèlement et porte désormais un chemin forestier.
À environ 600 mètres au sud-est du col sur la commune de Saint-Priest-la-Prugne se trouve un lac de barrage clôturé d'environ 20 hectares exploité par la COGEMA pour y stocker des déchets radioactifs à longue période issus de l'exploitation d'une mine d'uranium fermée et démantelée en 1980.

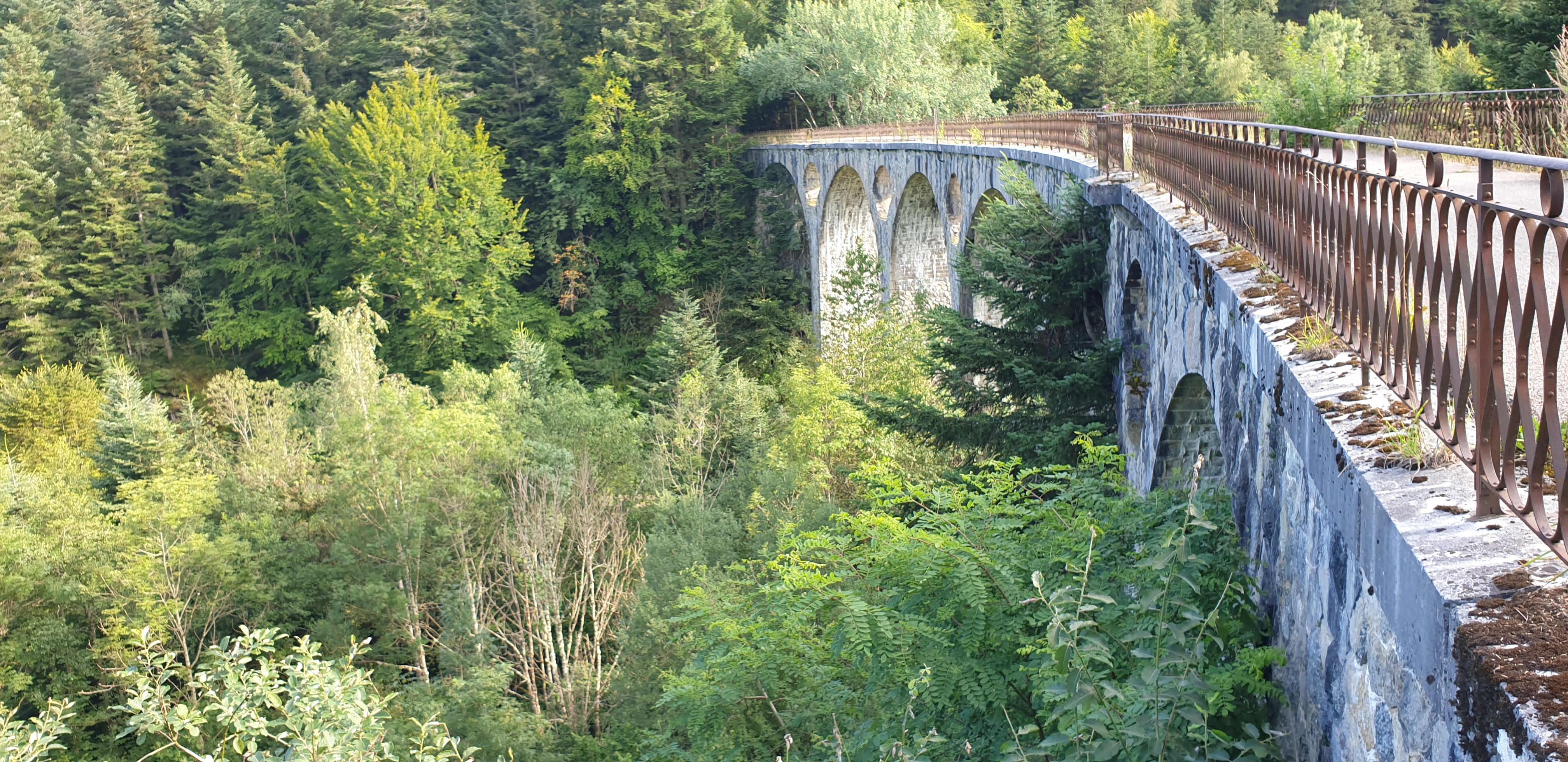
Le viaduc des Peux, ancien pont ferroviaire en courbe franchissant la Besbre sur la commune de Saint-Priest-la-Prugne.
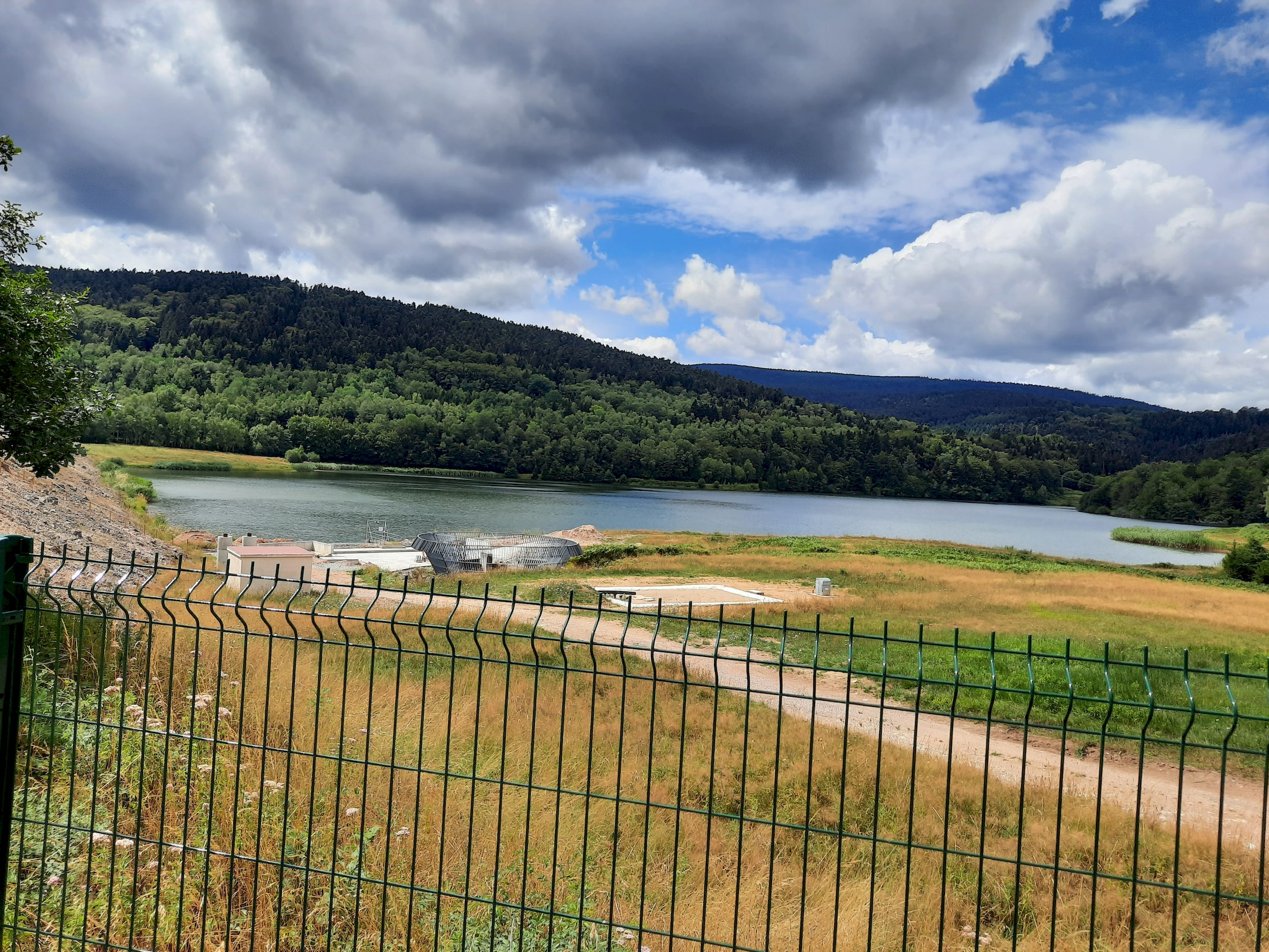
Le lac artificiel recouvrant les anciennes installations d'extraction d'uranium du site des Bois Noirs Limouzat, appartenant à Orano (ex-Areva et ex-COGEMA). Au premier plan, l'évacuateur de crue.

## Activités

### Randonnée
Le sentier de grande randonnée 3 passe à environ 400 mètres à l'est sur la commune de Lavoine.

### Cyclisme
Le col du Beaulouis a été emprunté par :
- le Tour de France 1956 (le 27 juillet, 21e étape de Lyon à Montluçon)[3],[4] ;
- Paris-Nice 2015 (le 12 mars, étape de Varennes-sur-Allier au col de la Croix de Chaubouret)[5] ;
- Paris-Nice 2020 (le 12 mars, étape de Gannat à La Côte-Saint-André, premier sprint)[6] ;
- Paris-Nice 2023 (le 8 mars, 4e étape de Saint-Amand-Montrond à La Loge des Gardes)[7]. Le sprint intermédiaire (km 148,5) s'y déroule, remporté par Michael Matthews.